# Karl Conrath
Karl Conrath (* 2. März 1910 in Mettlach; † 19. Januar 1992) war ein deutscher Heimatschriftsteller, der diverse Werke über seinen Geburtsort Mettlach veröffentlichte. Im Vorfeld der Volksabstimmung 1955 warb er für ein „Nein“, also gegen die Annahme des Saarstatuts. Sein Nachlass befindet sich seit 2012 im Literaturarchiv Saar-Lor-Lux-Elsass.

## Werke
- Das schöne Mettlach – Ein Heimatbuch von der Saar. 3. Auflage. Saarbrücken 1938.
- Mettlach an der Saarschleife. Saarbrücken 1961.
- Spitznamen wie Maulschellen. Über 600 moselfränkische Schimpfnamen. Ohne Ort 1978.
- Ohr am Weinfaß. Ein Schmunzelbuch über den Saft der Reben. Ohne Ort 1982.
- Von Burgen, Rittern und anderen Spassvögeln. Sagen um Montclair. Merzig 1982.
- Die Volkssprache der unteren Saar und der Obermosel – ein moselfränkisches Wörterbuch. In: Beiträge zur deutschen Philologie. Band 41. Wilhelm Schmitz Verlag, Gießen 1975.
- Die Saar wie sie lacht. Ohne Ort 2002.